# Ельбігенальп
Ельбігенальп (нім. Elbigenalp) —  громада округу Ройтте у землі Тіроль, Австрія.
Ельбігенальп лежить на висоті 1039 м над рівнем моря і займає площу 33,09 км². Громада налічує 863 мешканців.
Густота населення 26/км².
|                                       |
| Ельбігенальп на мапі округу та землі. |

 Адреса управління громади: Dorf 55a, 6652 Elbigenalp.